# Vietnam i olympiska sommarspelen 1992
Vietnam deltog i de olympiska sommarspelen 1992 med en trupp bestående av sju deltagare, men ingen av landets deltagare erövrade någon medalj.

## Friidrott
Herrarnas maraton
- Hung Luu Van → 85:e plats (2:56,42)

Damernas maraton
- Teo Dang-Thi → Fullföljde inte